# Glaucina abdominalis
Glaucina abdominalis là một loài bướm đêm trong họ Geometridae.